# 小鱗梭鱈
小鱗梭鱈，為輻鰭魚綱鱈形目鼠尾鱈科的其中一種，分布於西太平洋斐濟、沃利斯群島、富圖納群島海域，屬深海底棲性魚類，深度204-600公尺，體長可達16公分，棲息在大陸坡底層水域，生活習性不明。
其种加词“microlepis”意为“细鳞的”。